# بن أبيي
بن أبيي (بالإنجليزية: Ben Abbey)‏؛ هو لاعب كرة قدم إنجليزي.

## روابط خارجية
- بن أبيي على موقع قاعدة بيانات كرة القدم.إي يو (الإنجليزية)
- بن أبيي على موقع Soccerbase.com (لاعب) (الإنجليزية)